# Schauburg (Schwerin)

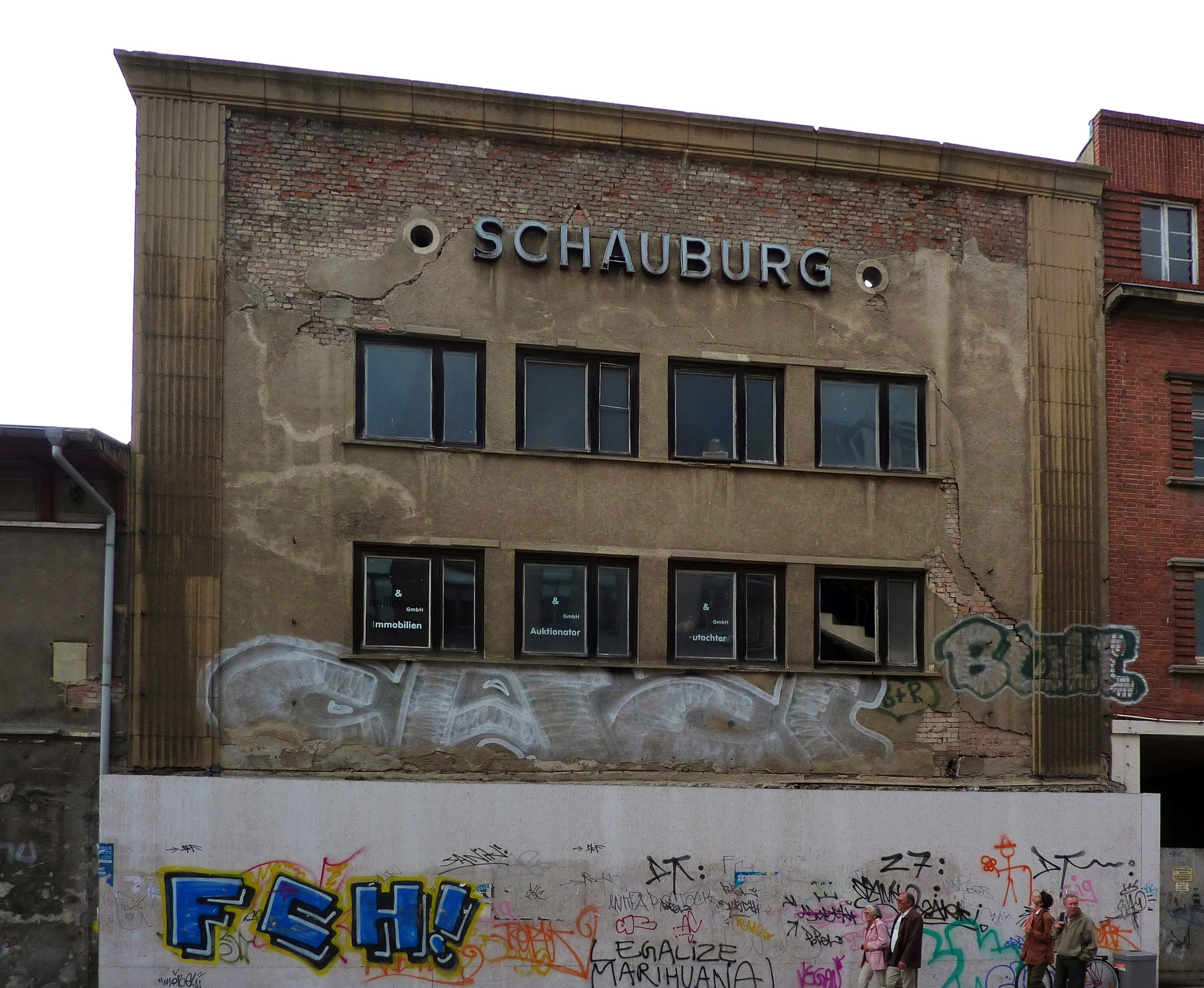
Fassade der Schauburg (2009)

Die Schauburg war ein Lichtspieltheater und Veranstaltungsort in Schwerin, das unter verschiedenen Namen vom 12. Oktober 1912 bis zum 15. Oktober 1995 in der Mecklenburgstraße 53 betrieben wurde.

## Geschichte
1878 zunächst unter dem Namen Walhalla gegründet, entstand in der Kaiser-Wilhelm-Straße (heute Mecklenburgstraße) das erste Thalia-Theater. Der Bau verband seinerzeit die heutige Goethestraße mit der heutigen Mecklenburgstraße, wobei der Gebäudeteil in der Mecklenburgstraße eine Kegelbahn beherbergte. Nach einem Umbau eröffnete dort der Parchimer Kinematographenbesitzer Theodor Vick am 12. Oktober 1912 den Lichtkunst-Palast als einen der ersten Kinozweckbauten in Mecklenburg. Als die Schweriner Lichtspiel-Betriebsgesellschaft mbH das Filmtheater 1914 übernahm, führte sie es als Apollo – Lichtspiele weiter.
1919 erwarb der Vater des späteren „Kinokaisers“ Willy Dürkop (1900–1979) die Apollo-Lichtspiele. 1928 beauftragte Dürkop den Schweriner Architekten Erich Bentrup mit dem kompletten Umbau, bei dem das Kino eine sich am Expressionismus orientierende Fassade erhielt und in Schauburg umbenannt wurde. Die Ära Dürkop währte bis zum Ende des Nationalsozialismus. Bis 1948 unter treuhändischer Führung, wurde das Kino in Volkseigentum überführt und in den Volkseigenen Kreislichtspielbetrieb übernommen. 1958 glich der Architekt Hermann Struve das Kino während der Renovierung im Foyer und im Zuschauerraum dem Zeitgeschmack an und versah die Außenfassade im Erdgeschoss mit einem markant gewellten Vordach. Die nächste Renovierung fand erst 1983 statt, dabei wurden die Wandbespannung und das Foyer des Kinos erneuert. Für den Filmbetrieb des Bezirkes Schwerin war die Schauburg eine „Leiteinrichtung für Spielstätten der Kreise Schwerin, Wismar und Grevesmühlen, sowie der Stadt Schwerin“.
Nach der politischen Wende der DDR übernahm die Berliner Fuchs Filmtheater Betriebsgesellschaft den Kinobetrieb, stellte die Vorführungen aber ab dem 15. Oktober 1995 ein. Kurzzeitig zog ein Schnäppchenmarkt in den ehemaligen Filmpalast. Eine Förderinitiative Schauburg kämpfte um den Erhalt des Kinos, jedoch ohne Erfolg. 2007 musste aus Sicherheitsgründen das markante Vordach abgerissen werden und zum Schutz der Passanten wurde die Fassade als Notsicherungsmaßnahme mit Planen abgehängt. 2020 wurde der Saal teilweise abgerissen und die seit 2010 denkmalgeschützte Fassade gesichert, weil sie „für die Zukunft ein bleibendes Zeugnis von der Geschichte der ersten Filmvorführstätten in Mecklenburg geben“ sollte.
Eine für den 30. April 2025 anberaumte Zwangsversteigerung wurde abgesagt und ein Verkauf zusammen mit den Nachbargrundstücken angekündigt. Es gäbe Pläne, auf dem Grundstück ein Wohn- und Geschäftshaus entstehen zu lassen.

## Filmpremieren in der Schauburg
1912–1929
- Goldfieber (1912)
- Moritz und der Hund der Baronin
- Lehmann und der Harem
- Fritzchen und die schöne Nachbarin

1929–1995
- Die Todesschleife-Looping the Loop, von Arthur Robison (1928)
- Soviel Lieder, soviel Worte, deutsch-sowjetischer Musikfilm von Julius Kun am 29. Juli 1976

## Sonstiges
- 1963 gab es an den Kinokassen der Schauburg eine ca. 200 Meter lange Warteschlange, die zwei Straßen weiter bis zu den Stadthallen am Marienplatz reichte. Es lief der US-amerikanische Western Die glorreichen Sieben, in der DDR mit 3.118.309 Besuchern der erfolgreichste und meistbesuchte Film des Jahres 1963. Nach kurzer Spieldauer wurde dieser Film abgesetzt.[5]

- Abriss des historischen Kinosaals im Jahr 2021

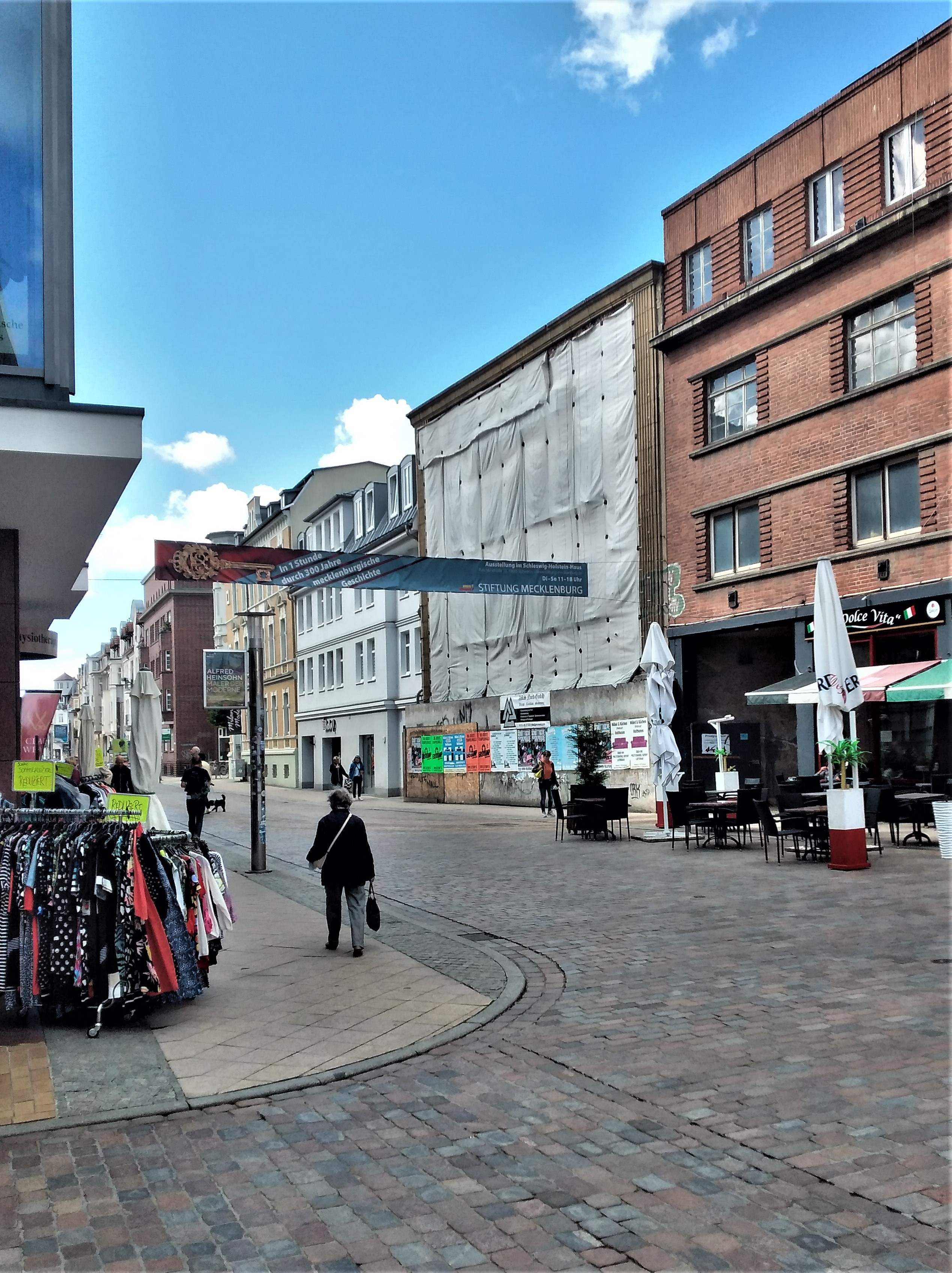
Front der ehemaligen Schauburg 2021
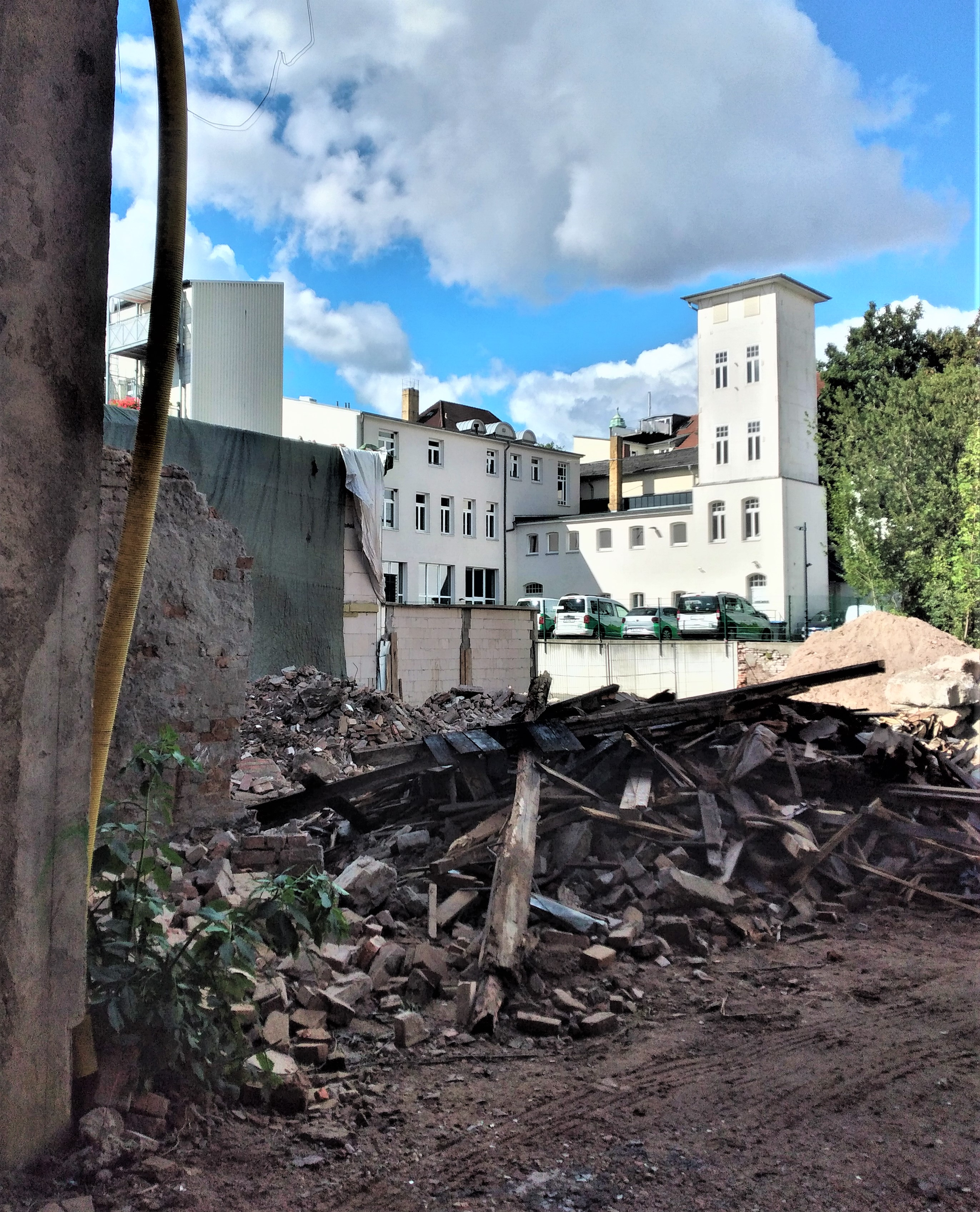
Abriss des Kinosaals 2021
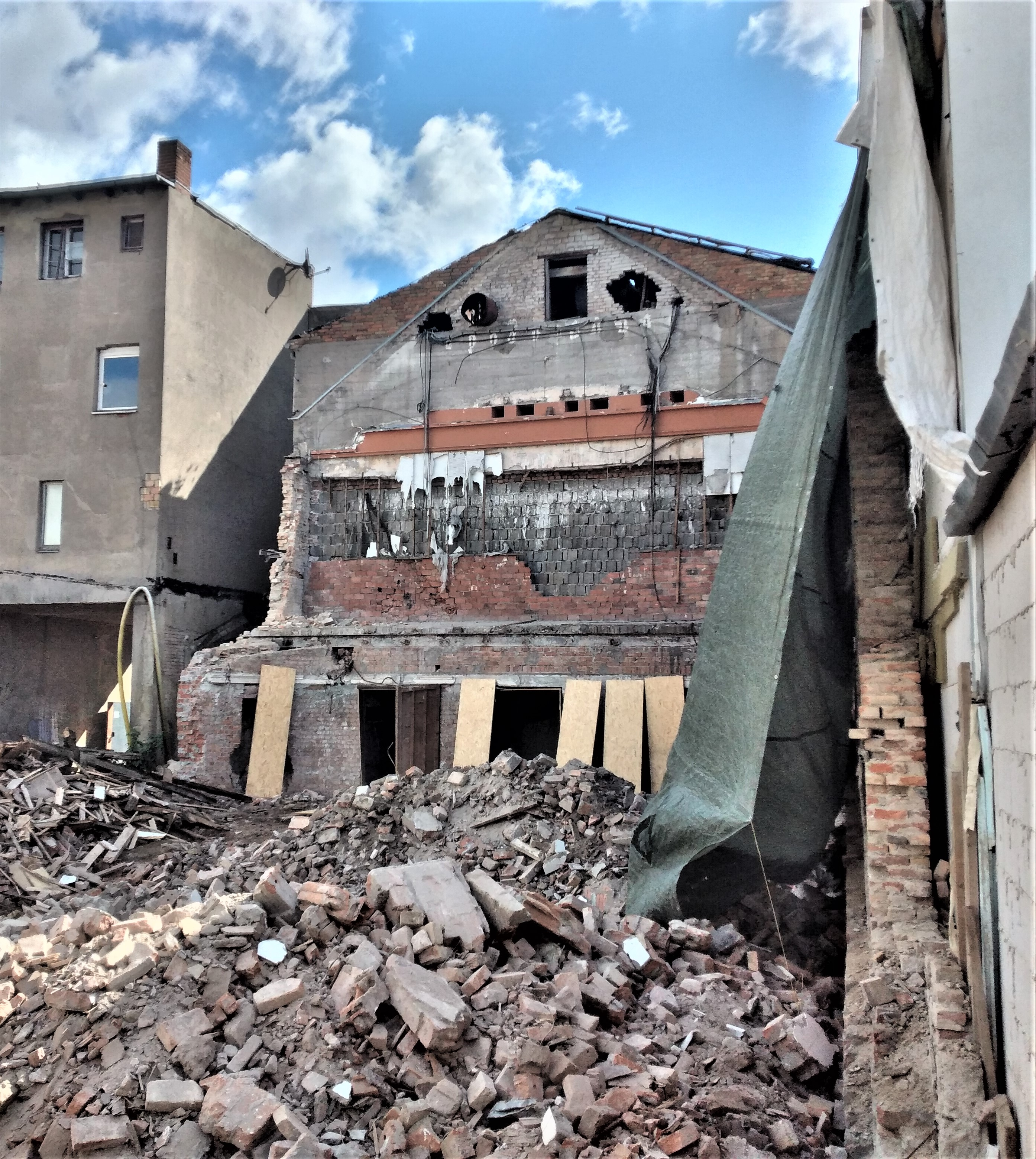
Obere Saalseite mit den Vorführfenstern